# Kultywatorowanie

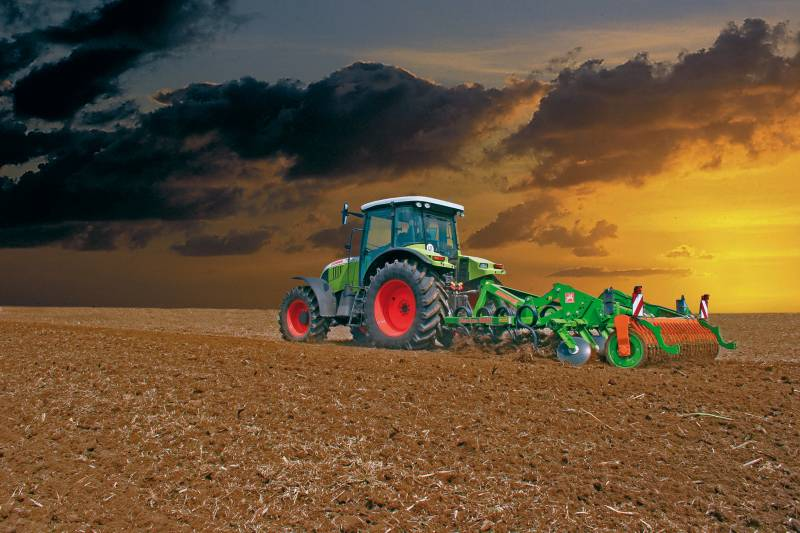
Kultywatorowanie (kultywator znajduje się w pierwszej części agregatu)

Kultywatorowanie, drapaczowanie – zabieg uprawowy, wykonywany za pomocą kultywatora, którego celem jest spulchnienie roli poprzez jej wzruszenie do głębokości 5-20 cm i wymieszanie, bez odwracania jej warstw.  Uprawkę tę można zastosować wiosną po orce przedzimowej lub do spulchnienia ściernisk, jeżeli nie stosuje się podorywki, np. w rolnictwie alternatywnym. Kultywatorowaniem można zwalczać chwasty rozłogowe, np. perz właściwy, używając kultywatora ze sprężystymi zębami, które wyciągają na powierzchnię roli rozłogi bez ich rozrywania, które po pewnym czasie giną.